# フランシス・ケリー (イギリス陸軍)
フランシス・ヘンリー・ケリー（Francis Henry Kelly CB CMG、1859年7月26日 – 1937年3月18日）は、イギリスの軍人。イギリス陸軍の将校として、南中国イギリス軍司令官などを務めた。最終階級は少将。

## 軍歴
ケリーは、1879年に王立工兵隊に配属された。1885年には、ビルマ遠征に参加し、1897年にはイギリス領インド帝国の北西辺境へ赴き、ティラー戦争に参加した。
1900年には、ケッタ地区の副官 (Assistant Adjutant General) に任じられ、1905年にはカラチ旅団 (Karachi Brigade) 司令官、1907年にはアフマダーバード旅団 (Ahmednagar Brigade) 司令官となった。
1913年には、南中国イギリス軍司令官となった。
第一次世界大戦にも従軍して第69（第2イーストアングリア）師団の司令官たる将官となり、1918年に退役した。
戦後は、年金省の地方行政官 (Regional Director) となった。

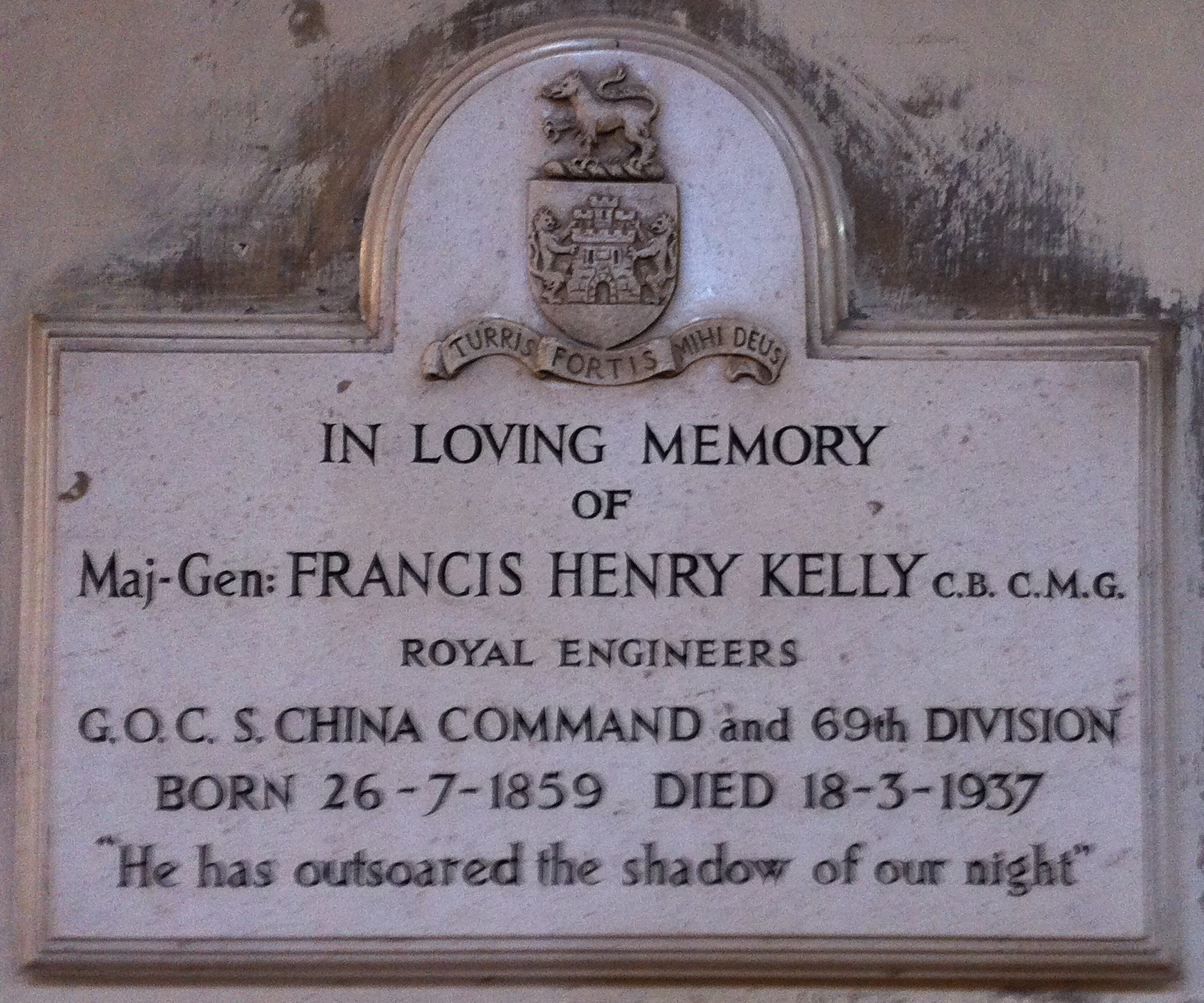
ロチェスター大聖堂の墓標。